# 故園風雨後
《故園風雨後》（英語：Brideshead Revisited）是一套1981年的英國電視劇，由傑瑞米·艾恩斯及安东尼·安德鲁斯等主演，在ITV台首播。
電視劇內容改編自伊夫林·沃的同名小說，透過一名英國二戰軍官的回憶，描述一個英國天主教貴族家庭的興衰。
此劇叫好亦叫座，不但得而在不少國家轉播，於當年更獲不少英國電影和電視藝術學院獎、艾美獎及金球獎。2000年獲英國電影學會選為100最佳英國電視節目之一。

## 外部連結
- itv.com上《故園風雨後 》的資料
- 互联网电影数据库（IMDb）上《故園風雨後》的资料（英文）
- AllMovie上《故園風雨後》的资料（英文）
- Brideshead Revisited at the Museum of Broadcast Communications
- 英國電影學會上《故園風雨後》的網頁 （页面存档备份，存于）
- A Companion to Brideshead Revisited
- Evelyn Waugh memo re: a proposed film adaptation by MGM, 18 February 1947 （页面存档备份，存于）

## 另見
- 故園風雨後 (電影)